# Вестманнаэйяр (аэропорт)
Аэропорт Вестманнаэйяр (исл. Vestmannaeyjaflugvöllur), (ИАТА: VEY, ИКАО: BIVM) — небольшой аэропорт внутренних авиалиний на юге Исландии на острове Хеймаэй. Аэропорт обслуживает острова Вестманнаэйяр. Это первый аэропорт, который исландцы построили самостоятельно без участия других стран. Основным перевозчиком является Air Iceland с регулярными рейсами в Рейкьявик.

## История
До середины двадцатого века сообщение между островами Вестманнаэйяр и островом Исландия было очень нерегулярным. Люди использовали случайные рейсы, будь то грузовые суда или рыболовные суда, чтобы попасть на Вестманнаэйяр. Поэтому в начале 40-х годов островитяне сформировали ассоциацию с целью организации авиаперевозок между островами и Исландией и попросили министра транстпорта Агнара Кофоеда Хансена изучить возможность создания аэропорта на островах. По поручению министра государственный инженер Густав Паулссон изучил ситуацию и нашел, что из-за сложного гористого рельефа этих вулканических островов, строительство аэропорта  возможно только в одном месте - на острове Хеймаэй на участке между кратерами Хельгафедль и Сайфьядль. Никаких дальнейших действий по этому делу на тот момент предпринято не было и только в 1945 году новообразованное Управление гражданской авиации Исландии приняло решение начать работы по прокладке взлетно-посадочной полосы длиной 800 м для двухмоторных самолетов вместимостью 10-12 пассажиров. 
Сотрудник датской подрядной компании Højgaard & Schultz, опытный геодезист и инженер Бьорн Фанё, отправился на Вестманнаэйяр и вместе с директором Управления гражданской авиации определил место расположения взлетно-посадочной полосы и объем необходимых работ. После этого осенью 1945 года был подписан контракт с Højgaard & Schultz, что ознаменовало начало самого масштабного на тот момент исландского строительного проекта.
Территория аэропорта представляла собой лавовое поле с лавовыми трубками и небольшими вулканическими холмами-кратерами, покрытое рыхлыми разрушенными туфами, заросшее мхами и травой. Поэтому требовалось вначале удалить весь рыхлый слой, взорвать холмы, засыпать лавовые трубки и понижения рельефа. 
Эти работы было невозможно проводить без специальной тяжелой техники, которая в то время отсутствовала как на Вестманнаэйяр, так и в Исландии. Управлением гражданской авиации США пошло на встречу Исландии и бесплатно предоставило необходимые машины. Единственным судном в Исландии, которон могло бы доставить технику на острова был корабль исландской береговой охраны Ægir, оснащенный дизельным двигателем мощностью около 1300 лошадиных сил. Поэтому исландские власти приняли решение задействовать военный корабль в гражданских целях и 11 ноября 1945 года Ægir доставил на остров Хеймаэй тяжелую технику, в том числе три бульдозера, грузовики, авто-кран, экскаватор, подъемник, стальной ротор, компрессорную и буровые установки, щебнедробилки, пневмоинструменты, трамбовочные и шлифовальные машины.
Для покрытия взлетно-посадочной полосы длиной 800 и шириной 50 м использовался щебень из красного туфа добываемый в расположенном неподалёку кратере Хельгафедль. Рядом с полосой был возведен 400 м² ангар на 10 самолетов. Уже 14 августа 1946 года в аэропорту приземлился первый самолет, а официально аэропорт был открыт 13 ноября того же года. Авиакомпании Loftleiðir и Flugfélag Íslands начали совершать регулярные рейсы между Рейкьявиком и островом Хеймаэй, используя восьмиместный Avro Anson и двадцатиместный Douglas DC-3. Взлетно-посадочная полоса была слишком коротка для последнего самолета, поэтому летом 1948 года её улучшили и удлинили до 1000 м. В 1950-1951 и 1956–1958 взлетно-посадочную полосу снова расширяли и удлиняли, после чего она достигла около 1150 м в длину. В 1959 году условия подхода были установлены огни на взлетно-посадочной полосе и аварийные огни в окружающих горах.
Рейсы часто отменялись из-за бокового ветра (летных дней было в среднем всего 224 в год), поэтому назрело решение сделать вторую взлетно-посадочную полосу, перпендикулярную первой по направлению. Исландские власти долго не хотели связываться с очередным дорогим и масштабным проектом, но когда летом 1962 года городской совет Вестманнаэйяра принял решение о предоставлении ссуды на строительство пешеходного перехода, то Управление гражданской авиации начали соответствующие работы. Новая ВПП была введена в эксплуатацию в 1964 году, но имела длину всего около 350 м. Постепенно её удлиняли и удлиняли, так что в конце 1972 года новая взлетно-посадочная полоса достигла 1100 м в длину. Появление полноценной второй ВПП способствовало более безопасному и надежному воздушному сообщению с островами. Так во время извержения вулкана Эльдфедль в 1973 году, новая взлетно-посадочная полоса значительно облегчила эвакуацию пожилых людей и пациентов больницы на Хеймаэй.
Обе взлетно-посадочные полосы были перестроены и заасфальтированы в 1990 году. В 2016 году взлетно-посадочные полосы аэропорта Вестманнаэйяр имели размеры 1160 x 45 м (04/22) и 1199 x 45 м (13/31).

## Авиакомпании и назначения
В аэропорту Вестманнаэйяр один терминал, в котором на начало 2021 года обслуживаются ежедневные внутренние рейсы между Вестманнаэйяр и Рейкьявиком:
Осуществляются чартерные рейсы в аэропорт Бакки на южном побережье Исландии, а также рейсы авиакомпании Mýflug, которая по контракту с правительством Исландии предоставляет услуги скорой медицинской помощи по всему острову посредством специально оборудованного самолета Beechcraft Kingair 200.

## Статистика аэропорта
Данные из запроса в Викиданные.